# Matsuyama Daisuke
Daisuke Matsuyama (sinh ngày 20 tháng 7 năm 1972) là một cầu thủ bóng đá người Nhật Bản.

## Sự nghiệp câu lạc bộ
Daisuke Matsuyama đã từng chơi cho Sanfrecce Hiroshima.